# Black Legion (politische Bewegung)

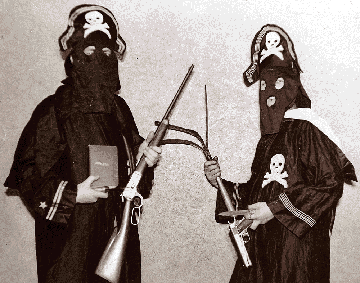
Mitglieder der Black Legion in Uniform

Die Black Legion war eine politische Organisation, welche sich vom Ku Klux Klan abspaltete und in den Vereinigten Staaten in den 1930ern aktiv war. Die Organisation wurde von William Shepard im östlichen Ohio gegründet und vertrat die rassistische Ideologie der White Supremacy. Insgesamt bestand die Gruppe aus 20.000 bis 30.000 Mitgliedern und hatte ihr Zentrum in Detroit in Michigan. Neben Michigan, war die Black Legion auch in Ohio sehr aktiv und einer ihrer Anführer, Virgil „Bert“ Effinger, lebte und arbeitete in Lima in Ohio.

## Allgemeines
Die Associated Press beschrieb die Black Legion am 31. Mai 1936 als: 

“a group of loosely federated night-riding bands operating in several States without central discipline or common purpose beyond the enforcement by lash and pistol of individual leaders' notions of „Americanism“.”

„eine Gruppe von lose miteinander verbundenen in der Nacht ausreitenden Banden, welche in zahlreichen Staaten operieren, ohne zentrale Disziplin oder einem gemeinsamen Ziel, um die Vorstellungen einzelner Anführer von „Amerikanismus“ mit Peitsche und Pistole durchzusetzen.“

Der Tod des WPA-Arbeiters Charles Poole, welcher im Südwesten von Detroit entführt und ermordet wurde, führte dazu, dass die Behörden schlussendlich eine Gruppe von zwölf Männern verhafteten und verurteilten, welche zur Legion gehörten. Hiernach lösten sich die Black Legion auf.

## Ritualmorde
Ein Artikel im The Sydney Morning Herald vom 25. Mai 1936 stellte die Theorie auf, dass es sich bei der Black Legion um eine Geheimgesellschaft handele, welche Ritualmorde vollziehe.

## Rezeption in den Medien
- Der Film Geheimbund Schwarze Legion basiert auf dieser Organisation. Er wurde 1937 von Warner Brothers produziert, in der Hauptrolle findet sich Humphrey Bogart.
- Die Folge der Radiosendung True Detective Mysteries vom 1. April 1937 basiert auf der Black Legion und der Ermordung von Poole.
- Die Folge der Radiosendung The Shadow vom 20. März 1938 hatte den Titel „The White Legion“ und basierte lose auf der Black Legion. Orson Welles sprach die Hauptrolle.
- Die Legion wird in der Autobiographie von Malcolm X erwähnt, in dem Zusammenhang, dass die in den 1920ern und 30ern in Lansing in Michigan aktiv sei.
- In der Netflix-Produktion Damnation taucht die Black Legion als Widersacher vom Prediger auf.